# Dwór w Gozdowie
Dwór w Gozdowie – klasycystyczny dwór w sołectwie Żdżary w Gminie Kawęczyn z połowy XIX wieku (około 1853). Wokół dworu znajduje się park krajobrazowy, w którym rośnie m.in. wiąz polny, którego pierśnica przekracza ponad 200 cm
Wpisany do rejestru zabytków w 1988 r.

## Galeria

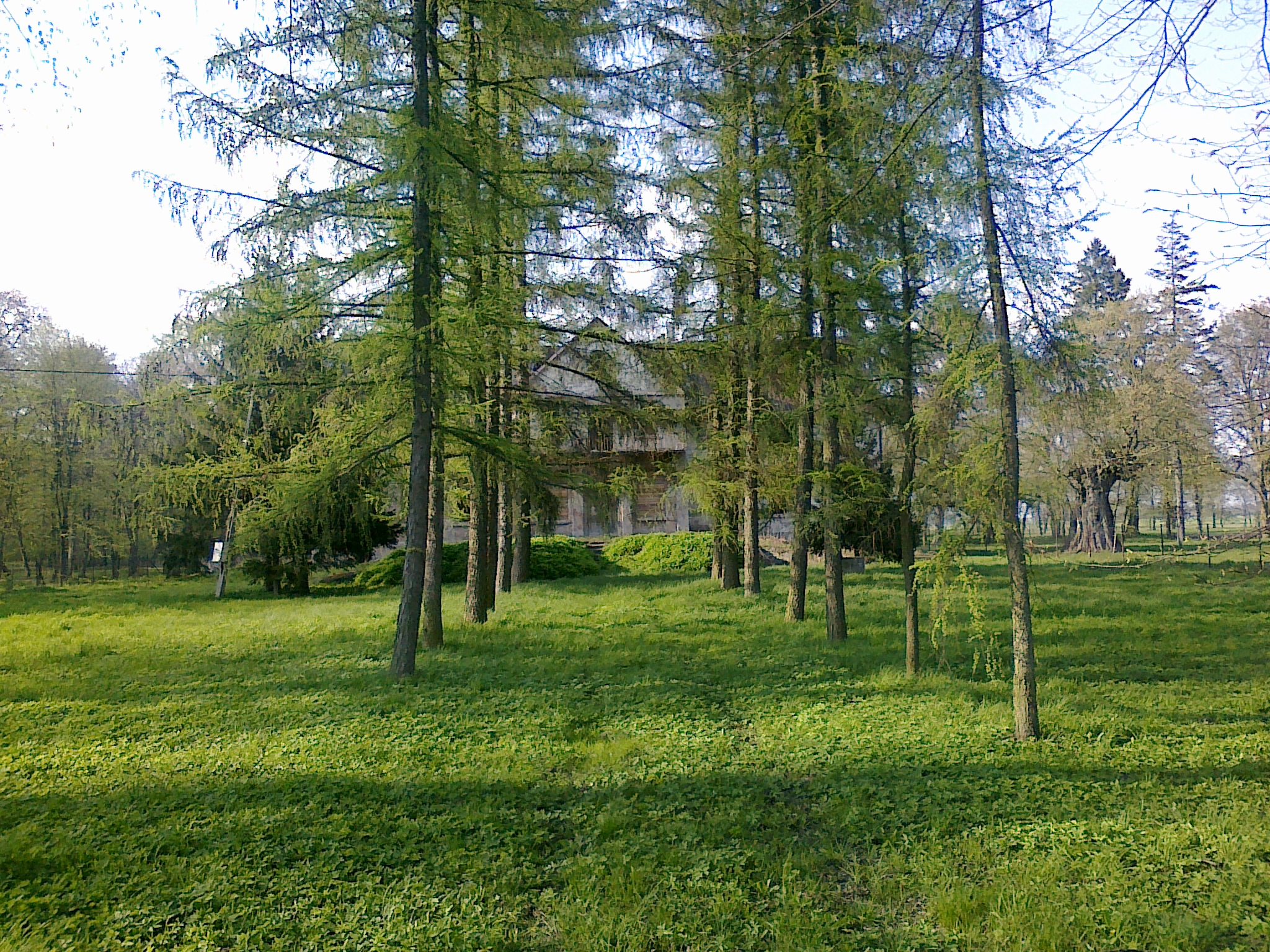
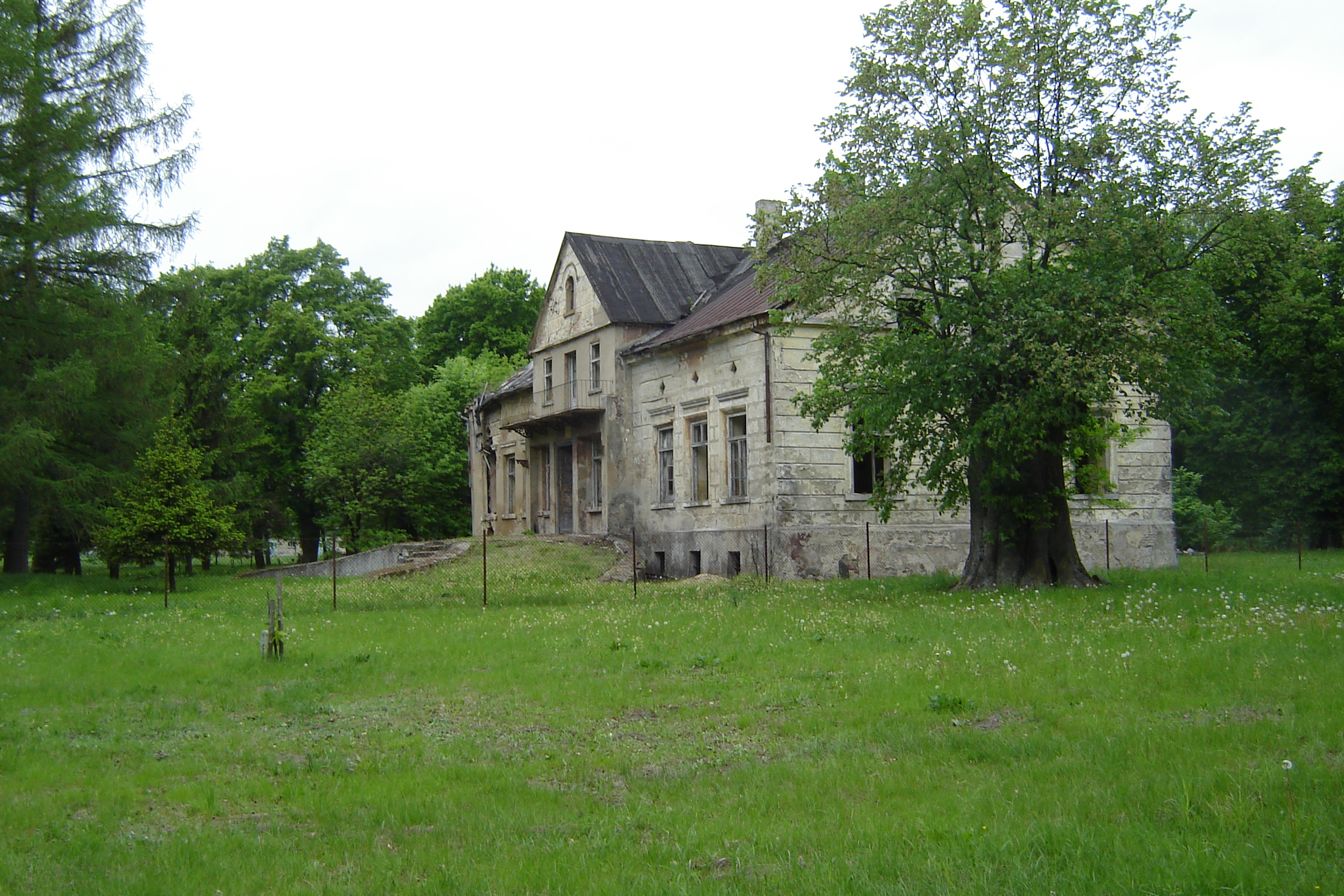
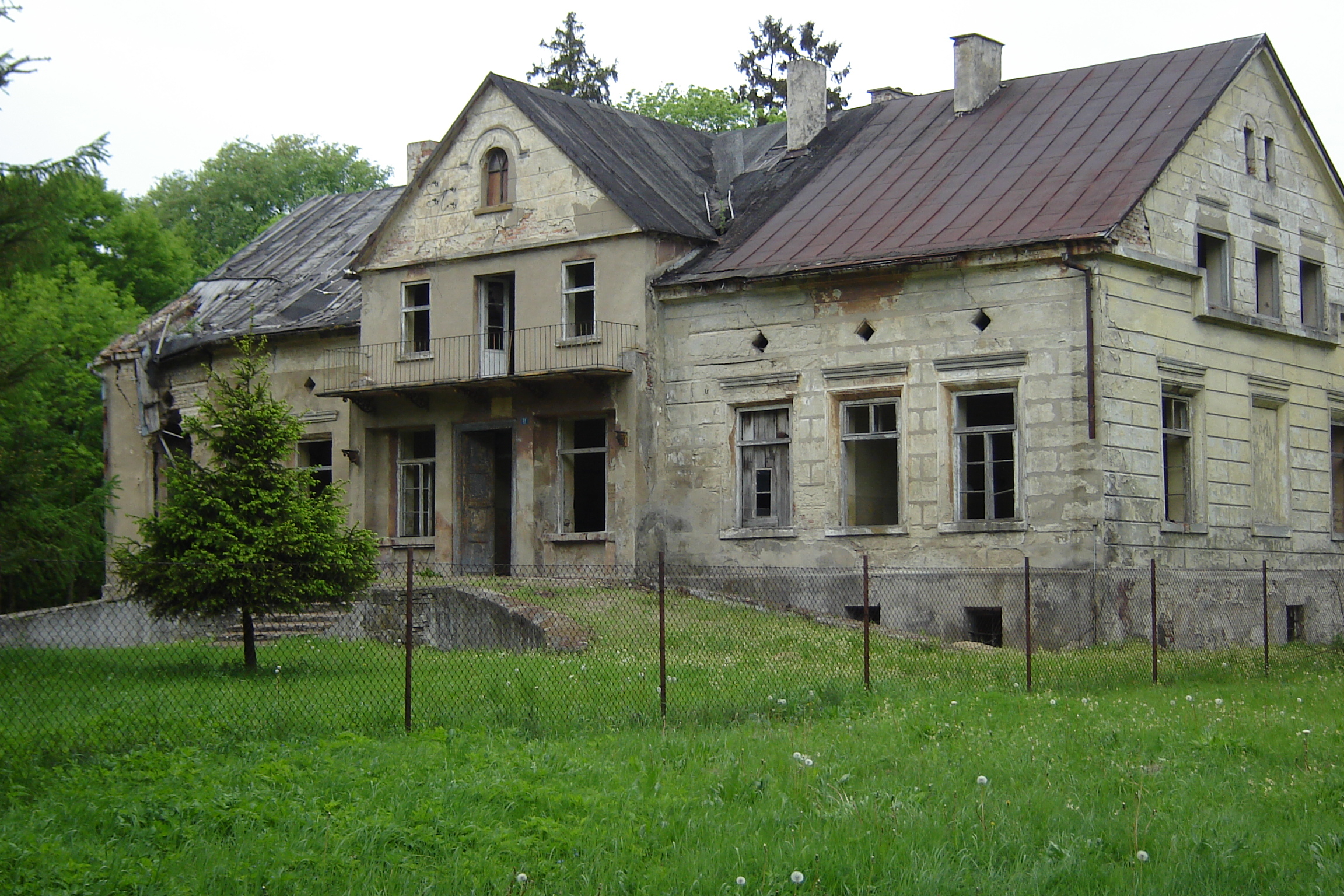